# Bützow
Bützow é um município da Alemanha, situado no distrito de Rostock, no estado de Mecklemburgo-Pomerânia Ocidental. Tem 39,70 km² de área, e sua população em 2019 foi estimada em 7.789 habitantes.